# The Pilgrim's Progress (opera)

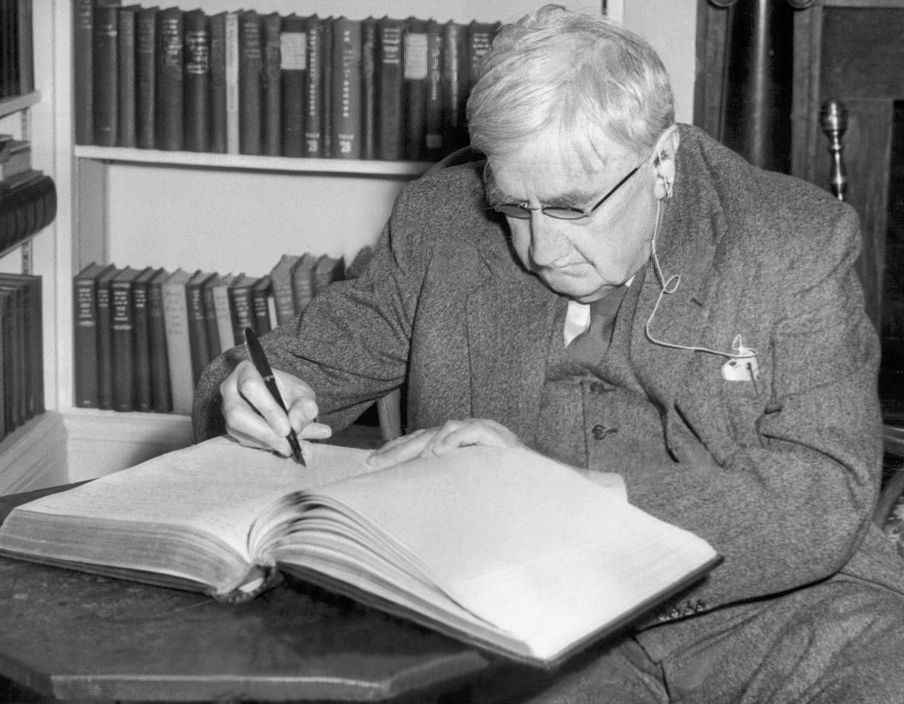
Ralph Vaughan Williams

The Pilgrim's Progress är en engelsk opera (Morality) i prolog, fyra akter och epilog med musik och text av Ralph Vaughan Williams. Librettot bygger på John Bunyans roman Kristens resa (1684), samt stycken från Bibeln och dikter av tonsättarens andra hustru Ursula Vaughan Williams.

## Historia
Verket var kulmen på Vaughan Williams livslånga övertygelse att Bunyans allegoriska roman kunde utgöra grunden för en opera. The Pilgrim's Progress upptog hans tid i över 40 år. 1906 komponerade han mellanaktsmusik till en amatörteaterföreställning i Reigate i Surrey. 1921 skrev han enaktsepisoden The Shepherds of the Delectable Mountains, som senare infogades i operans akt IV, scen 2. Vaughan Williams arbetade sporadiskt på akterna I och II från 1925 till 1936, då han övergav projektet och använde en del av musiken till sin femte symfoni. Hans entusiasm återkom 1942 då han komponerade 38 musiknummer för en dramatisering för BBC. En del av musiken infogades i den slutliga operan, vilken han fortsatte att arbeta på från 1944 till 1949. Operan hade premiär den 26 april 1951 på Covent Garden-operan i London.
Operans långa tillkomsttid utgör samtidigt en god överblick av Vaughan Williams oliks stilepoker genom åren, från 1920-talets pastorala meditation till 1950-talets arga och experimentella fas.

## Personer
- John Bunyan (basbaryton)
- Kristen (baryton)
- Evangelist (bas)
- Watchful (baryton)
- Härolden (baryton)
- Apollyon (bas)
- Lord Lechery (tenor)
- Lord Hate-Good (bas)
- Woodcutter's Boy (sopran)
- Mr By-Ends (tenor)
- Mrs By-Ends (sopran)

## Handling
Bunyan skriver de sista raderna av sin bok. Medan han läser börjar akt I och Kristen sliter med sina bördor. Han får rådet av Evangelist att bege sig till Syndaporten där hans grannar inte förmår honom att vända tillbaka. Han knäböjer inför korset. Han rånas på sina ägodelar. Kristen blir riddare. I Vanärans dal hör han hemska varelsers skrik och besegrar Apollyon men såras. 
Han förs inför Lord Hate-Good och döms till döden. I fängelset får han en uppenbarelse och låser upp fängelsedörren och går ut i friheten. 